# 金伯莉·格林
金伯莉·格林（英語：Kimberlee Green，1986年3月5日—），澳大利亚女子篮网球运动员。她曾代表澳大利亚参加2010年和2014年英联邦运动会篮网球比赛，获得一枚金牌和一枚银牌。

## 家庭
母亲丹尼丝·格林。